# Músculs bessons
Els músculs bessons (anomenats així de forma popular perquè estan formats per dues meitats) estan situats a la regió posterior de la cama i són el múscul més superficial del panxell. Els bessons estan situats per sobre el múscul soli i s'estenen des dels còndils femorals per dalt fins al tendó calcani per baix. Es tracta d'un múscul voluminós, oval, aplanat i amb dos caps: «medial» i «lateral». Segons la nòmina anatòmica s'anomena múscul gastrocnemi.
Cada un dels caps dels músculs bessons està innervat per una branca del nervi tibial, amb l'arrel a S1 i S2. L'àrea de pell que cobreix el múscul s'innerva mitjançant els nervis L4, L5 i S2.
Els músculs bessons contribueixen feblement a la flexió de la cama i a l'extensió plantar del peu. La seva importància li ve del fet de ser el motor principal de la propulsió a l'inici de la marxa.

## Inserció
- Cap medial: s'insereix a la depressió supracondília medial del fèmur mitjançant un tendó fort. També, a través de fibres musculars i fibres tendinoses curtes, en un tubercle situat sobre el còndil medial i el casquet condili medial.
- Cap lateral: s'insereix en una fossa situada per darrere de l'epicòndil lateral del fèmur a través d'un tendó. A més, s'insereix al casquet condili corresponent a través de fibres musculars i fibres tendinoses curtes.[3]
- Cap inferior: s'insereix mitjançant una aponeurosi que s'estreny i forma, juntament amb el tendó del múscul soli, el tendó d'Aquil·les, a la cara posterior del calcani. El tendó d'Aquil·les és conegut com el més voluminós del cos.